# Visions of Atlantis
Visions of Atlantis (с англ. — «Видения Атлантиды») — симфоник-метал и пауэр-метал-группа из Штирии, Австрия, основанная в 2000 году. Участники группы были вдохновлены симфо-пауэр-метал-группой Nightwish и легендой об Атлантиде (Atlantis).

## История группы

### «Eternal Endless Infinity»и изменения в составе (2000-2004)
Вдохновленные мифом об Атлантиде, в августе 2000 года Вернер Фидлер, Томас Цазер, Христиан Штани и Крис Кампер решили создать музыкальную группу. Чуть позже к проекту присоединилась меццо-сопрано Николь Богнер, и это стало точкой отсчета истории Visions of Atlantis. Первое демо «Morning in Atlantis» было выпущено в 2000 году.
В 2001 году был подписан контракт с лейблом TTS Media Music/Black Arrow Productions, и в 2002 был выпущен первый альбом «Eternal Endless Infinity». В 2003 году в составе группы произошли изменения: вокалиста Христиана Штани сменил Марио Планк, а клавишника Криса Кампера - Миро Холли.

### «Cast Away»и уход Николь Богнер (2004-2005)
Второй студийный альбом группы «Cast Away» был выпущен Napalm Records в ноябре 2004 года. На композицию «Lost» был снят первый официальный видеоклип, достаточно активно транслировавшийся на MTV. В начале 2005 года Visions of Atlantis провели тур по Европе при поддержке коллег по лейблу - группы Elis и исполняющей кельтский рок группы Lyriel. В конце 2005 года Николь Богнер покинула группу.

### Новая вокалистка и третий студийный альбом«Trinity»(2005-2007)
Место Богнер у микрофонной стойки заняла американская сопрано-певица Мелисса Ферлаак (ранее участница Aesma Daeva), Вольфганг Кох сменил гитариста Вернера Фидлера.  В 2006 году клавишник Мартин Харб, игравший с Visions of Atlantis в 2003 году в Мехико, сменил Миро Холли. В мае 2007 года был выпущен третий студийный альбом группы под названием «Trinity». (Записан в студии Bavarian Dreamscape, мастеринг - Finnvox Studios)
Осенью 2007 года Visions of Atlantis совместно с Epica провели шестинедельный тур по США.

### Уход Мелиссы Ферлаак и Вольфганга Коха (2007-2008)
По возвращении из заокеанского тура в составе группы произошли очередные изменения. 28 ноября 2007 года на официальном сайте Visions of Atlantis появилось сообщение о том, что вокалистка Мелисса Ферлаак и гитарист Вольфганг Кох покинули группу, оба - по личным причинам. Спустя несколько дней стало известно о возвращении бывшего гитариста Вернера Фидлера.

### Джоанна Нинивска и Макси Нил (2008-2009)
После ухода Мелиссы Ферлаак группа стала искать ей замену, параллельно сочиняя материал для очередного, четвертого по счету студийного альбома. 3 сентября 2008 года было объявлено о том, что кандидатура новой вокалистки окончательно утверждена, тем не менее, ее имя - Джоанна Нинивска - было названо лишь 1 февраля 2009 года.
29 июля 2009 года было объявлено о том, что по состоянию здоровья Джоанна Нинивска больше не сможет пребывать в составе группы. Ее заменила гречанка Макси Нил, ранее известная по работе с On Thorns I Lay, Moonspell и своей предыдущей группе Elysion.

### «Delta»и«Maria Magdalena»(2010-2011)
В мае 2010 года басист Майк Корен покидает группу. Новым басистом становится Марио Локхерт, ранее игравший в Emergency Gate. Кроме того, группа объявила о начале записи четвёртого альбома, выход которого был запланирован на осень 2010 года. В дальнейшем по ряду причин дата релиза была перенесена, и альбом «Delta» вышел в свет 25 февраля 2011 года.
В июле 2011 года из-за творческих разногласий басист Марио Локхерт покинул группу. Мартин Харб в интервью, данном 4 августа 2011 года, заявил, что группа не планирует искать ему замену, и вместо этого будет играть с басистом, не закрепленным официально в составе группы. Сессионным бас-гитаристом стал Babis Dia Mageias. Менее чем через месяц группа официально объявила об уходе Вернера Фидлера, который почти год практически не принимал участие в жизни группы по личным причинам. Новым гитаристом стал Кристиан Хермсдорфер, ранее бывший сессионным участником группы.
21 октября 2011 года был выпущен мини-альбом «Maria Magdalena» .

### Смерть Николь Богнер и«Ethera»(2012-2013)
6 января 2012 «Visions of Atlantis» объявили на страничках соцсетей Facebook и MySpace о том, что первая вокалистка группы Николь Богнер умерла в возрасте 27 лет после тяжелой продолжительной болезни.
27 января 2012 года было объявлено название нового альбома - «Ethera», который изначально планировалось выпустить в 2012 году, но в итоге его выпуск был перенесён на 22 марта 2013 года. Это был первый альбом без официального басиста.
Группа посвятила  «Ethera» памяти Николь Богнер.

### Смена состава и«The Deep & The Dark»(2013-2019)
В декабре 2013 года «Visions of Atlantis» объявили на своей странице в Facebook, что большая часть участников группы покидает её. В составе группы остался только один из её основателей - барабанщик Томас Цазер. Решение остальных участников группы уйти из неё было вызвано в основном тем, что Visions of Atlantis собирались возвратиться к своему классическому звучанию. В состав группы вернулись её бывшие участники: Вернер Фидлер (гитара), Крис Кампер (клавишные) и Михаэль Корен (бас). На место Макси Нил пришла Клементина Делоне, на место Марио Планка - Зигфрид Самер. А Крис Кампер ушёл из группы в 2015 году. В конце 2017 года Михаэля Корена сменил Герберт Глос, а Вернера Фидлера сменил Кристиан Душа.
Очередной студийный альбом «The Deep & The Dark» был выпущен 16 февраля 2018 года.

### «Wanderers» и «Pirates» (2019–настоящее время)
После обширных туров с Serenity и Kamelot, а также нескольких фестивальных концертов в 2018 году группа выпустила свой первый концертный альбом «The Deep & the Dark Live @ Symphonic Metal Nights» 16 февраля 2019 года, в котором новый вокалист Микеле Гуайтоли (из итальянской симфо-метал-группы Temperance) сначала делил партии ведущего вокала с Зигфридом Самером, чуть позже первый навсегда заменил второго в конце тура Symphonic Metal Nights IV в конце 2018 года.
Затем, 1 июля 2019 года, группа объявила, что их седьмой альбом «Wanderers» выйдет 30 августа 2019 года на лейбле Napalm Records. На альбоме Клементина Делоне и Мишель Гуайтоли снова разделили обязанности ведущего вокалиста.
Во время пандемии в 2020 году Visions of Atlantis выпустили свой первый концертный DVD / Blu-ray под названием «A Symphonic Journey To Remember» 30 октября. Шоу было записано на фестивале Bang-Your-Head в Германии ещё в 2019 году совместно с Богемским симфоническим оркестром Праги.
7 марта 2022 года группа объявила, что их восьмой альбом «Pirates» выйдет 13 мая. Этот альбом поднял Visions of Atlantis на более высокий уровень, чем раньше. С большим количеством оркестровых аранжировок и хоров группа не только очаровала поклонников, но и получила отличный отклик от прессы. Первый официальный фан-клуб VoA Sailors существует с 29 августа 2022 года.

## Состав группы
| Текущий состав - Томас Цазер — ударные (2000 — наст. время) - Михаэль Корен — бас-гитара (2000—2009, 2013 — наст. время) - Вернер Фидлер — гитара (2000—2005, 2007—2011, 2013 — наст. время) - Крис Кампер — клавишные (2000—2003, 2013 — наст. время) - Клементина Делоне — женский вокал (2013 — наст. время) - Микеле Гуайтолли - ведущий вокал (2018-настоящее время) | Бывшие участники - Христиан Штани — мужской вокал (2000—2003) - Николь Богнер † — женский вокал (2000—2005, умерла в 2012) - Миро Холли — клавишные (2003—2006) - Марио Планк — мужской вокал (2003—2013) - Мелисса Ферлаак — женский вокал (2005—2007) - Вольфганг Кох — гитара (2005—2007) - Мартин Харб — клавишные (2006—2013) - Джоанна Нинивска — женский вокал (2009) - Макси Нил — женский вокал (2009—2013) - Марио Локхерт — бас-гитара (2009—2013) - Кристиан Хермсдорфер — гитара (2011—2013) - Зигфрид Самер — мужской вокал (2013 — 2018) | Концертные участники - Рафаэль Саини — ударные (2011) - Бабис Нику — бас-гитара, вокал (2013) - Герберт Глос — бас-гитара (2014 — наст. время) - Кристиан Душа — бас-гитара (2014 — наст. время) |

## Дискография
Демозаписи
- «Morning in Atlantis» (2000)

Студийные альбомы
- «Eternal Endless Infinity» (2002)
- «Cast Away» (2004)
- «Trinity» (2007)
- «Delta» (2011)
- «Ethera» (2013)
- «The Deep & the Dark» (2018)
- «Wanderers» (2019)
- «Pirates» (2022)
- «A Pirates II - Armada» (2024)

Синглы
- «Lost» (2004)

Мини-альбомы
- «Maria Magdalena» (2011)
- «Old Routes - New Waters» (2016)

Видео
- «Lost» (2004)
- «New Dawn» (2011)
- «Winternight» (2016)
- «Return to Lemuria» (2017)
- «The Silent Mutiny» (2018)
- «The Deep & the Dark» (2018)
- «The Last Home» (2018)
- «A Journey To Remember» (2019)
- «Nothing Lasts Forever» (2019)
- «Words of War (Live)» (2019)
- «Heroes of the Dawn» (2019)
- «A Life of Our Own» (2019)
- «Legion of the Seas» (2022)
- «Melancholy Angel» (2022)
- «Master the Hurricane» (2022)